# District de Gubadag
Le district de Gubadag est un district du Turkménistan situé dans la province de Daşoguz. 
Son centre administratif est la ville de Gubadag.